# Orthogonale Gruppe
Die orthogonale Gruppe {\displaystyle \mathrm {O} (n)} ist die Gruppe der orthogonalen {\displaystyle (n\times n)}-Matrizen mit reellen Elementen. Die Verknüpfung der orthogonalen Gruppe ist die Matrizenmultiplikation. Bei der orthogonalen Gruppe handelt es sich um eine Lie-Gruppe der Dimension {\displaystyle {\tfrac {n(n-1)}{2}}}.
Da die Determinante einer orthogonalen Matrix nur die Werte {\displaystyle \pm 1} annehmen kann, zerfällt {\displaystyle \mathrm {O} (n)} in die beiden disjunkten Teilmengen (topologisch: Zusammenhangskomponenten)
- die Drehgruppe {\displaystyle \mathrm {SO} (n)} aller Drehungen (orthogonale Matrizen mit Determinante {\displaystyle +1}) und
- {\displaystyle \mathrm {O} (n)\setminus \mathrm {SO} (n)} aller Drehspiegelungen (orthogonale Matrizen mit Determinante {\displaystyle -1}).

Die Untergruppe {\displaystyle \mathrm {SO} (n)} heißt die spezielle orthogonale Gruppe. Insbesondere ist die {\displaystyle \mathrm {SO} (3)} als die Gruppe aller Drehungen um eine durch den Koordinatenursprung verlaufende Achse im dreidimensionalen Raum von großer Bedeutung in zahlreichen Anwendungen, wie etwa der Computergraphik oder der Physik.

## Orthogonale Abbildungen und Matrizen aus algebraischer Sicht

### Koordinatenfreie Beschreibung
Ausgehend von einem {\displaystyle n}-dimensionalen euklidischen Vektorraum {\displaystyle V} mit einem Skalarprodukt {\displaystyle \langle \cdot ,\cdot \rangle \colon V\times V\rightarrow \mathbb {R} } definiert man: Ein Endomorphismus {\displaystyle f\colon V\rightarrow V} heißt orthogonal, falls {\displaystyle f} das Skalarprodukt erhält, also falls für alle {\displaystyle u,v\in V}
{\displaystyle \langle f(u),f(v)\rangle =\langle u,v\rangle }
gilt. Eine lineare Abbildung erhält genau dann das Skalarprodukt, wenn sie längen- und winkeltreu ist. Die Menge aller orthogonalen Selbstabbildungen von {\displaystyle V} heißt die orthogonale Gruppe von {\displaystyle V}, geschrieben als {\displaystyle \mathrm {O} (V)}.
Bezüglich einer Orthonormalbasis von {\displaystyle V} werden orthogonale Endomorphismen durch orthogonale Matrizen dargestellt. Gleichbedeutend hierzu ist folgende Formulierung: Versieht man den {\displaystyle \mathbb {R} ^{n}} mit dem Standardskalarprodukt, so ist die Abbildung {\displaystyle \mathbb {R} ^{n}\!\ni x\mapsto A\cdot x\in \mathbb {R} ^{n}} genau dann orthogonal, wenn die Matrix {\displaystyle A} orthogonal ist.

### Diagonalisierbarkeit unitärer Matrizen
Jede orthogonale Matrix {\displaystyle A} ist eine unitäre Matrix mit reellen Elementen. Damit entspricht sie einer unitären Abbildung {\displaystyle f\colon \mathbb {C} ^{n}\rightarrow \mathbb {C} ^{n}.} Nach dem Spektralsatz für endlich dimensionale unitäre Räume ist {\displaystyle A} als unitäre Matrix diagonalisierbar. Die dabei auftretenden Diagonalelemente {\displaystyle \lambda _{j}\in \mathbb {C} } mit {\displaystyle 1\leq j\leq n} sind genau die Eigenwerte von {\displaystyle A}. Diese sind aber notwendig vom Betrag Eins (vgl. unitäre Matrix). Sie lassen sich daher in der Form {\displaystyle \lambda _{j}=\mathrm {e} ^{\mathrm {i} \cdot \varphi _{j}}} für gewisse, bis auf die Reihenfolge eindeutige Winkel {\displaystyle \varphi _{j}\in [0;2\pi [} schreiben. Da die Matrix nur reelle Elemente besitzt, treten dabei die nichtreellen Eigenwerte in Paaren zueinander konjugierter komplexer Zahlen auf. Im Reellen ist {\displaystyle A} in der Regel nicht diagonalisierbar, jedoch lässt sich auch hier eine Zerlegung in ein- bzw. zweidimensionale invariante Unterräume angeben.

### Auswirkungen auf orthogonale Matrizen
Zu jeder orthogonalen Matrix {\displaystyle A\in \mathrm {O} (n)} lässt sich eine Drehung des Koordinatensystems {\displaystyle P\in \mathrm {SO} (n)} finden, so dass die Matrix {\displaystyle P^{T}\cdot A\cdot P} von „beinahe diagonaler“ Gestalt ist:
{\displaystyle P^{T}\cdot A\cdot P={\begin{pmatrix}+1&&&&&&&&\\&\ddots &&&&&&&\\&&+1&&&&&&\\&&&-1&&&&&\\&&&&\ddots &&&&\\&&&&&-1&&&\\&&&&&&D(\varphi _{1})&&\\&&&&&&&\ddots &\\&&&&&&&&D(\varphi _{d})\end{pmatrix}}}
Alle hier nicht angegebenen Elemente haben den Wert {\displaystyle 0}. Die auftretenden {\displaystyle (2\times 2)}-Matrizen {\displaystyle D(\varphi _{j})\in \mathrm {SO} (2)} beschreiben zweidimensionale Drehungen um die Winkel {\displaystyle \varphi _{j}\in \;]0;\pi [\;\cup \;]\pi ;2\pi [} der Form
{\displaystyle D(\varphi )={\begin{pmatrix}\cos \varphi &-\sin \varphi \\\sin \varphi &\cos \varphi \end{pmatrix}}}
Jedes {\displaystyle \varphi _{j}} gehört dabei zu einem Paar konjugiert komplexer Eigenwerte {\displaystyle \mathrm {e} ^{\pm \mathrm {i} \cdot \varphi _{j}}}.
Dabei gilt natürlich {\displaystyle p+m+2d=n}, falls {\displaystyle p} die Anzahl der Diagonalelemente mit Wert {\displaystyle +1} und {\displaystyle m} die Anzahl der Diagonalelemente mit Wert {\displaystyle -1} repräsentieren. Offenbar ist {\displaystyle A} genau dann eine Drehung, wenn {\displaystyle m}, die geometrische wie auch algebraische Vielfachheit des Eigenwertes {\displaystyle -1}, eine gerade Zahl ist.

#### Ebene Drehspiegelung
Neben den ebenen Drehungen, die den Matrizen {\displaystyle D(\varphi )\in \mathrm {SO} (2)} entsprechen, sind auch die Drehspiegelungen
{\displaystyle S(\varphi )={\begin{pmatrix}\cos \varphi &\sin \varphi \\\sin \varphi &-\cos \varphi \end{pmatrix}}}
orthogonale Matrizen. Die Eigenwerte von {\displaystyle S} sind {\displaystyle 1} und {\displaystyle -1}; folglich handelt es sich um eine Achsenspiegelung die sich nach einer Drehung des Koordinatensystems um {\displaystyle {\tfrac {\varphi }{2}}} als
{\displaystyle \left({\begin{smallmatrix}1&0\\0&-1\end{smallmatrix}}\right)}
schreiben lässt.

#### Räumliche Drehung
Nach der oben beschriebenen Normalform lässt sich jede Drehung im Raum durch Wahl einer geeigneten Orthonormalbasis durch eine Matrix
{\displaystyle D_{1}(\varphi )={\begin{pmatrix}1&0&0\\0&\cos \varphi &-\sin \varphi \\0&\sin \varphi &\cos \varphi \end{pmatrix}}}
beschreiben, wobei mit {\displaystyle \varphi \in [0;2\pi [} auch alle Sonderfälle erfasst werden. Die genannte Matrix {\displaystyle D_{1}(\varphi )} beschreibt eine Drehung um die {\displaystyle x_{1}}-Achse. Insbesondere verfügt jede echte räumliche Drehung über eine Drehachse. Fischer verdeutlicht dies am Beispiel eines Fußballes auf dem Anstoßpunkt: Nach dem ersten Tor gibt es zwei sich gegenüberliegende Punkte auf dem Ball, die jetzt exakt genauso zum Stadion ausgerichtet sind, wie zu Beginn des Spieles.
Der Winkel {\displaystyle \varphi } ist aufgrund des orientierungserhaltenden Charakters der zugelassenen Transformationsmatrizen {\displaystyle P\in \mathrm {SO} (3)} eindeutig festgelegt; dies geht mit der aus dem Alltag bekannten Erfahrung einher, dass es – zumindest theoretisch – stets feststeht, in welche Richtung man eine Schraube drehen muss, um diese fester anzuziehen.

#### Räumliche Drehspiegelung
Nach der oben beschriebenen Normalform lässt sich jede Drehspiegelung im Raum durch Wahl einer geeigneten Orthonormalbasis durch eine Matrix
{\displaystyle {\begin{pmatrix}-1&0&0\\0&\cos \varphi &-\sin \varphi \\0&\sin \varphi &\cos \varphi \end{pmatrix}}}
beschreiben, wobei mit {\displaystyle \varphi \in [0;2\pi [} auch alle Sonderfälle erfasst werden. Auch hier ist der Winkel {\displaystyle \varphi }
eindeutig, sofern man die Orientierung des Raumes nicht umkehrt.

#### Eine doppelte Drehung im vierdimensionalen Raum
Im vierdimensionalen Raum ist eine gleichzeitige Drehung mit zwei unabhängigen Drehwinkeln möglich:
{\displaystyle D(\varphi ,\psi )={\begin{pmatrix}D(\varphi )&0\\0&D(\psi )\end{pmatrix}}\in \mathrm {SO} (4)}
Vertauscht man bei einer zweidimensionalen Drehung {\displaystyle D(\varphi )} die beiden Basisvektoren, so erhält man die Drehung {\displaystyle D(2\pi -\varphi )}. Das ist nicht verwunderlich, hat man doch gleichzeitig die Orientierung der Ebene verändert. Vertauscht man nun im vorliegenden Beispiel gleichzeitig den ersten mit dem zweiten wie auch den dritten mit dem vierten Basisvektor, so bleibt die Orientierung erhalten, aber aus {\displaystyle D(\varphi ,\psi )} wird {\displaystyle D(2\pi -\varphi ,2\pi -\psi )}.

## Die Orthogonale Gruppe als Lie-Gruppe
Ausgehend vom linearen Raum {\displaystyle \mathbb {R} ^{n\times n}} aller Matrizen gelangt man zur Untermannigfaltigkeit {\displaystyle \mathrm {O} (n)} durch die Forderung, dass die Matrix {\displaystyle A} orthogonal ist, d. h. {\displaystyle A^{T}\cdot A=E} gilt. Da orthogonale Matrizen insbesondere invertierbar sind, ist {\displaystyle \mathrm {O} (n)} eine Untergruppe der allgemeinen linearen Gruppe {\displaystyle \mathrm {GL} (n,\mathbb {R} )}.

### Topologische Eigenschaften
Wie die allgemeine lineare Gruppe besteht auch die orthogonale Gruppe aus zwei Zusammenhangskomponenten: Matrizen mit positiver bzw. negativer Determinante im Fall der reellen {\displaystyle \mathrm {GL} (n)}; {\displaystyle \mathrm {SO} (n)} und die Menge der orthogonalen Matrizen mit Determinante {\displaystyle -1} im Falle der {\displaystyle \mathrm {O} (n)}. Ein eleganter Beweis für den Wegzusammenhang der {\displaystyle \mathrm {SO} (n)} lässt sich wie folgt führen: Man verbinde die Einheitsmatrix {\displaystyle E} mit einer gegebenen Drehung {\displaystyle A} durch einen Weg innerhalb der {\displaystyle \mathrm {GL} (n)}. Wendet man auf jeden Punkt dieses Weges nun das Gram-Schmidtsche Orthogonalisierungsverfahren an, so erhält man einen Weg, der ganz in der {\displaystyle \mathrm {SO} (n)} verläuft. Da die Multiplikation mit der Diagonalmatrix {\displaystyle \mathrm {diag} (-1,1,\ldots ,1)} einen Diffeomorphismus von {\displaystyle \mathrm {SO} (n)} mit seinem Komplement in der {\displaystyle \mathrm {O} (n)} liefert, ist auch Letzteres zusammenhängend.
Weiterhin sind {\displaystyle \mathrm {SO} (n)} und {\displaystyle \mathrm {O} (n)} kompakt. Es handelt sich um eine abgeschlossene Teilmenge der Einheitskugel bezüglich der Spektralnorm im {\displaystyle \mathbb {R} ^{n\times n}}.

### Operation der SO(n) auf der Einheitssphäre
Die {\displaystyle \mathrm {SO} (n)} operiert in natürlicher Weise auf dem {\displaystyle \mathbb {R} ^{n}}. Da orthogonale Abbildungen längentreu sind, sind die Bahnen dieser Operation genau die Sphären um den Ursprung. Die Operation schränkt also zu einer transitiven Operation auf der Einheitssphäre {\displaystyle S^{\,n-1}\subset \mathbb {R} ^{n}} ein. Die zugehörige Isotropiegruppe des kanonischen Einheitsvektors {\displaystyle e_{n}} der Standardbasis des {\displaystyle \mathbb {R} ^{n}} besteht genau aus der {\displaystyle \mathrm {SO} (n-1)}, aufgefasst als Untergruppe der {\displaystyle \mathrm {SO} (n)} mit einer {\displaystyle 1} an der Matrix-Position {\displaystyle (n,n)}. Man erhält somit die kurze exakte Sequenz
{\displaystyle \mathrm {SO} (n-1)\rightarrow \mathrm {SO} (n)\rightarrow S^{\,n-1}}
beziehungsweise das Hauptfaserbündel (vgl. auch Faserbündel)
{\displaystyle \mathrm {SO} (n)/\mathrm {SO} (n-1)\rightarrow S^{\,n-1}}.
Hieraus lässt sich induktiv folgern, dass die Fundamentalgruppe der {\displaystyle \mathrm {SO} (n)} für {\displaystyle n\geq 3} zu {\displaystyle \mathbb {Z} /2\mathbb {Z} } isomorph ist. Sie ist damit ähnlich „verdreht“ wie das Möbiusband. Die Fundamentalgruppe der Kreisgruppe {\displaystyle \mathrm {SO} (2)} ist {\displaystyle \mathbb {Z} }, da die {\displaystyle \mathrm {SO} (2)} topologisch dem Einheitskreis {\displaystyle S^{\,1}\subset \mathbb {R} ^{2}} entspricht.

### Die Lie-Algebra zur O(n) und SO(n)
Die Lie-Algebra {\displaystyle {\mathfrak {o}}(n)} besteht genau aus den schiefsymmetrischen Matrizen, die Lie-Algebra {\displaystyle {\mathfrak {so}}(n)}, also der Tangentialraum der {\displaystyle \mathrm {SO} (n)} im Punkt der Einheitsmatrix {\displaystyle E_{n}}, besteht genau aus den schiefsymmetrischen Matrizen, die zugleich spurlos sind, was im Reellen bereits durch die Schiefsymmetrie impliziert ist. Daher sind beide Lie-Algebren gleich
{\displaystyle {\mathfrak {o}}(n)={\mathfrak {so}}(n)=\left\{A\in {\mathit {Mat}}(n,\mathbb {R} ):{A}^{T}=-A\right\}}.
Ist also {\displaystyle A=-A^{T}} schiefsymmetrisch, so liefert die Exponentialabbildung für Matrizen die zugehörige Einparametergruppe
{\displaystyle \alpha ^{A}\colon \mathbb {R} \ni t\mapsto \exp(t\cdot A)\in \mathrm {SO} (n)\,.}
In allgemeinen Lie-Gruppen ist die Exponentialabbildung nur lokal surjektiv, von einer Umgebung der Null auf eine Umgebung der Eins; die Exponentialabbildung von {\displaystyle {\mathfrak {so}}(n)} nach {\displaystyle \mathrm {SO} (n)} dagegen ist tatsächlich (global) surjektiv.
Offensichtlich ist eine schiefsymmetrische Matrix durch die {\displaystyle {\tbinom {n}{2}}={\tfrac {n\cdot (n-1)}{2}}} Einträge oberhalb der Hauptdiagonale eindeutig bestimmt. Damit ist die Dimension der {\displaystyle \mathrm {SO} (n)} ebenfalls geklärt.
Im Fall {\displaystyle n=2} haben die Matrizen der zugehörigen Lie-Algebren die einfache Form
{\displaystyle {\mathfrak {o}}(2)={\mathfrak {so}}(2)=\left\{{\begin{pmatrix}0&\lambda \\-\lambda &0\end{pmatrix}}:\lambda \in \mathbb {R} \right\}=\operatorname {span} {\begin{pmatrix}0&1\\-1&0\end{pmatrix}}=\operatorname {span_{\mathbb {R} }} (i\sigma _{2})}
wobei {\displaystyle \sigma _{2}} die zweite Pauli-Matrix ist.
Im Fall {\displaystyle n=3} ist die zugehörige Lie-Algebra {\displaystyle {\mathfrak {so}}(3)} isomorph zum {\displaystyle \mathbb {R} ^{3}} mit dem Kreuzprodukt als Lie-Klammer. Zum Nachweis muss man lediglich den Kommutator zweier generischer, also mit je drei freien Variablen gebildeter, schiefsymmetrischer Matrizen berechnen und das Ergebnis mit der Formel für das Kreuzprodukt vergleichen.